# Patrick Dybiona
Patrick Stefan Bernard Dybiona (Brunssum, 12 settembre 1963) è un nuotatore olandese.

## Carriera
Specialista dello stile libero, Patrick Dybiona nuotava per l'Amersfoortse Zwem en Polo Club.
All'età di ventun anni, partecipò agli europei di Sofia; in questa rassegna disputò due staffette: nella 4x100 m misti ottenne la qualificazione per la finale, conquistando il sesto posto e nella 4x200 m stile libero si aggiudicò la medaglia di bronzo insieme ai compagni Edsard Schlingemann, Hans Kroes e Frank Drost, alle spalle della Germania Ovest e della Svezia.
Nel 1986 prese parte ai mondiali di Madrid, dove disputò cinque gare. Giunse quarto in finale B nei 50 m stile libero, mentre si classificò ventiquattresimo nei 100 m stile libero. Si qualificò invece per la finale con tutte e tre le staffette cui prese parte, ottenendo il settimo piazzamento sia nella staffetta 4x200 m stile libero sia nella staffetta 4x100 m misti, mentre giunse ottavo nella staffetta 4x100 m stile libero.
Nel 1987, all'età di vent'anni, gareggiò alle Universiadi di Zagabria, dove ottenne la medaglia d'argento sulla distanza dei 100 m stile libero alle spalle di Andy Jameson e davanti al connazionale Hans Kroes; Dybiona vinse inoltre l'argento dietro agli Stati Uniti con entrambe le staffette dello stile libero.
Nel 1988, sul finire della carriera, prese parte alle sue prime e ultime Olimpiadi, quelle di Olimpiadi di Seul 1988. Non superò le batterie sui 100 e sui 200 metri stile libero, nonché con la staffetta 4x100 m stile libero. Con la staffetta 4x100 m misti insieme ai compagni Ron Dekker, Hans Kroes e Frank Drost raggiunse invece la finale, classificandosi in settima piazza.
Laureato in psicologia del lavoro e delle organizzazioni, dopo il ritiro dall'agonismo Patrick Dybiona si dedicò all'attività di psicologo ed esperto nel campo del reclutamento e dell'orientamento professionale, collaborando per diversi anni con l'Università di Utrecht

## Palmarès
| Giochi olimpici          | 100 m stile libero      | 200 m stile libero        | 4 × 100 m st. libero                     | ---                  | 4 × 100 m misti             |
| 1988 Seul Corea del Sud  | 30º in batteria - 51"79 | 24º in batteria - 1'52"67 | 11º in batteria - 3'25"26 frazione 50"86 | ---                  | 7º - 3'46"55 frazione 50"41 |
| Campionati mondiali      | 100 m stile libero      | 50 m stile libero         | 4 × 100 m st. libero                     | 4 × 200 m st. libero | 4 × 100 m misti             |
| 1986 Madrid Spagna       | 24º in batteria - 51"67 | 4º in finale B - 23"55    | 8º - 3'24"47                             | 7º - 3'49"02         | 7º - 7'33"15                |
| Campionati europei       | ---                     | ---                       | ---                                      | 4 × 200 m st. libero | 4 × 100 m misti             |
| 1985 Sofia Bulgaria      | ---                     | ---                       | ---                                      | Bronzo: 7'32"82      | 6º - 3'50"67                |
| Universiadi              | 100 m stile libero      | ---                       | 4 × 100 m st. libero                     | 4 × 200 m st. libero | ---                         |
| 1987 Zagabria Jugoslavia | Argento: 51"70          | ---                       | Argento: 3'24"02                         | Argento: 7'29"86     | ---                         |